# Rom – öppen stad
Rom – öppen stad (originaltitel: Roma, città aperta) är en italiensk neorealistisk dramafilm från 1945 i regi av Roberto Rossellini. Manuset är skrivet av Sergio Amidei och Federico Fellini. Bland skådespelarna märks bland andra Aldo Fabrizi och Anna Magnani. Filmen tilldelades Guldpalmen vid filmfestivalen i Cannes 1946.

## Handling
Filmen utspelar sig i Rom 1944, under den nazityska ockupationen.

## Rollista
| Aldo Fabrizi           | – don Pietro Pellegrini                  |
| Anna Magnani           | – Pina                                   |
| Marcello Pagliero      | – Giorgio Manfredi, alias Luigi Ferraris |
| Vito Annicchiarico     | – Marcello, Pinas son                    |
| Nando Bruno            | – Agostino, klockaren                    |
| Harry Feist            | – Major Bergmann                         |
| Giovanna Galletti      | – Ingrid                                 |
| Francesco Grandjacquet | – Francesco                              |
| Eduardo Passarelli     | – Kvarterspolis-sergeant                 |
| Maria Michi            | – Marina Mari                            |
| Carla Rovere           | – Lauretta, Pinas syster                 |
| Carlo Sindici          | – Poliskommissarie                       |
| Joop van Hulzen        | – Kapten Hartmann                        |
| Ákos Tolnay            | – Österrikisk desertör                   |